# Kerncentrale Mochovce
Kerncentrale Mochovce  (Atómové elektrárne Mochovce (EMO)) tussen Nitra en Levice is een commerciële kernenergiecentrale in Slowakije.
De centrale heeft twee actieve reactoren en twee in aanbouw.
De eigenaar Slovenské Elektrárne (SE) denkt na over groene energie en heeft een zonnepark naast de centrale gebouwd. Daarnaast beheert het bedrijf JAVYS de Nationale opslagplaats voor radioactief afval in de buurt bij deze kerncentrale.
| Reactorblok | Reactortype         | Vermogen | Begin bouw | Inbedrijfsname |
| ----------- | ------------------- | -------- | ---------- | -------------- |
| Mochovce 1  | PWR - VVER-440/V213 | 440 MW   | 1983       | 1968           |
| Mochovce 2  | PWR - VVER-440/V213 | 440 MW   | 1983       | 1999           |
| Mochovce 3  | PWR - VVER-440/V213 | 440 MW   | 1985       | -              |
| Mochovce 4  | PWR - VVER-440/V213 | 440 MW   | 1985       | -              |